# VH1 Classic
VH1 Classic je americká hudební televizní stanice, která nahradila původní MTV Classic ke dni 1. července 1999, ve Spojeném království. O necelý rok později začala vysílat i ve Spojených státech. Primárně se zaměřuje na mainstreamové hity nebo záznamy z koncertů v rozmezí let 1970 až 1990. Také se zabývá hudební dokumentací klasických hudebních alb. Původně také přebrala hudební programy z její sesterské stanice VH1 jako například Pop-Up Video nebo I Love the '80s. Vlastníkem obou stanic je společnost MTV Networks z mediální skupiny Viacom. Stanice má několik regionálních mutací, jako např. VH1 Classic Europe nebo VH1 Classic US.